# 猿田彦神社 (福井市)
猿田彦神社（さるたひこじんじゃ）は、福井県福井市冬野町にある神社。
城山（福井市）の麓。旧社格は村社。

## 歴史
この神社は、廃仏毀釈以前には蕗野寺（吹野寺・冬野寺）と呼ばれる寺院であった。
神社に伝わる縁起額によると、大宝年間（701年 - 704年）に泰澄開基となった三番目の寺であるという。

## 境内
- 雨乞いの池

## 祭神
- 猿田彦命
- 白髭命
- 十一面観音菩薩像（福井県指定の文化財）[2]

## 祭礼
祭礼は、毎年春に行われる。かつては、4月13日から4月14日にかけて行われていたが、現在はその日程に近い土日に行われる（2023年〈令和5年〉は4月8日、4月9日であった）。祭礼では、猿田彦神社から「ヤド（宿）」となる家へ、大きな御幣をつけた「オテングサン（お天狗さん）と言われる「天狗面」、「オシシサン（お獅子さん）」と呼ばれる「獅子頭」、御幣のつけられた鉾、御幣、膳が運ばれ、ヤドの床の間に置かれて一泊した後、戻る。